# Toifilou Maoulida
Toifilou Maoulida (Kani-Kéli, 8 giugno 1979) è un ex calciatore francese, di ruolo attaccante.

## Palmarès

### Club

#### Competizioni nazionali
- Ligue 2: 2

Lens: 2008-2009
Bastia: 2011-2012

#### Competizioni internazionali
- Coppa Intertoto UEFA: 1

Montpellier: 1999